# Janet Baker
Dame Janet Abbott Baker (Hatfield, South Yorkshire, 1933. augusztus 21. – ) angol mezzoszoprán opera-énekesnő.

## Élete, munkássága
Janet Abbott Baker Hatfieldben, West Ridingben született. Apja Robert Abbott mérnök, amatőr karnagy és énekes, anyja May Pollard volt. Apja már gyermekként bevonta a kóruséneklésbe. Előbb a yorki College for Girls, majd a Wintringham Girls gimnázium tanulója volt Grimsbyben. Tanulmányai után egy bankban kezdett el dolgozni, de 1953-ban Londonba költözött, és Helene Iseppnél, majd Meriel St Clairnél tanult éneket, emellett részt vett Lotte Lehmann mesterkurzusain is. Tanulmányai alatt esküvőkön és temetéseken énekelt, részmunkaidőben recepciósként dolgozott, és a családja is támogatta anyagilag. 1955-ben sikeres meghallgatáson vett részt a BBC-nél, ezután énekelt is a rádióban, és főleg Johann Sebastian Bach műveinek tolmácsolásával vált híressé. A hallgatók a rádiónak írt leveleikben Kathleen Ferrierhez hasonlították.
Színpadon először 1956-ban lépett fel az Oxfordi Egyetem Operaklubjában, ahol Smetana A csók című operájában szerepelt, és több neves zenekritikus is dicsérte. 1956-ban részt vett a Kathleen Ferrier énekversenyen, ahol a második helyezést érte el, és a díjjal járó pénzösszegnek köszönhetően Salzburgban, a Mozarteumban is tanulhatott. Lord Harewood, az egyik zsűritag, később megbánta, hogy nem ítélték oda neki az első díjat, és pályafutása során odaadó csodálójává vált. 1956 és 1957 nyarán a Glyndebourne-i Fesztivál operakórusának tagja és ösztöndíjasa volt. 1958-ban a Morley College-ben Gluck Orfeuszát, majd a következő évben Purcell Dido és Aeneas című operájában a varázslónő szerepét és Händel Rodelindájának főszerepét énekelte.
1962-ben először lépett fel az Angol Operatársulattal az Aldeburgh-i Fesztiválon, többek között Purcell Dido és Aeneasában szerepelt, elénekelte a fesztiválalapító Benjamin Britten Koldusoperájában Pollyt, az Albert Herringben Nancyt és a Lucretia meggyalázásában Lucretiát. Innen indult hosszú és gyümölcsöző kapcsolata Brittennel, aki az ő számára írta meg az Owen Wingrave című operában Kate Julian szerepét.
1966-ban debütált az Egyesült Államokban, mindkét parton fellépett, a New York-i kritikusok különösen a Carnegie Hallban tartott Boleyn Anna előadásbeli Smeton alakítását dicsérték. Ettől függetlenül operafellépései súlypontját a hazai fellépések adták, főleg az Angol Operatársulatban, a Skót Operában és a Covent Gardenben. A Királyi Operaházban 1966-ban debütált Hermia szerepével Britten Szentivánéji álom című művében, majd Vitellia volt Mozart Titus kegyelmében és Idamantes az Idomeneóban, de a kortárs William Walton Troilus és Cressida című operájában is elénekelte a női főszereplőt (a zeneszerző az ő hangjához igazította a szólamát). A Skót Operában énekelt Richard Strauss Ariadné Naxos szigeténjében (zeneszerző) és Rózsalovagjában (Octavian), Hector Berlioz Trójaiakjában (Didó), Mozart Così fan tutte operájában (Dorabella). Az Angol Nemzeti Operában Monteverdi Poppea megkoronázása, Donizetti Stuart Mária és Händel Julius Caesar Egyiptomban című művének címszerepét énekelte. Többször fellépett a Glyndebourne-i Fesztiválon, ahol többek között Didót (Dido és Aeneas), Diana/Jupitert Francesco Cavalli La Calistójában, Pénelopét Monteverdi Odüsszeusz hazatérésében és Orfeuszt énekelte Gluck Orfeusz és Euridiké című operájában.
Operarepertoárja mellett koncerténekesként is aktív volt, és egyformán meggyőző volt Bach, Schubert, Schumann, Brahms, Mahler, Elgar, Purcell és Fauré műveinek tolmácsolásában, és szívesen énekelt tradicionális angol dalokat is. Pályafutása során olyan vezető karmesterekkel dolgozott együtt, mint például Leonard Bernstein, Colin Davis, Carlo Maria Giulini, Rudolf Kempe, Otto Klemperer, Rafael Kubelík, Charles Mackerras, André Previn és Solti György, a legszorosabb kapcsolata John Barbirollival és Raymond Lepparddal volt.
1968-ban a Birminghami Egyetem tiszteletbeli doktorává választotta, 1970-ben a Brit Birodalom Rendjének parancsnoka (CBE), 1976-ban pedig lovagparancsnoka (Dame Commander, DBE) lett. 1991 és 2004 között a Yorki Egyetem kancellárja volt. 1993-ban megkapta az Order of the Companions of Honour (CH) kitüntetést. 2019-ben dokumentumfilmet forgattak az életéről Janet Baker: In Her Own Words (Janet Baker: Saját szavaival) címmel. A filmben maga emlékezik vissza élete főbb eseményeire, ezen kívül fontos emberek (többek között Joyce DiDonato, André Previn, Jane Glover, Raymond Leppard és mások) méltatják, a rendező John Bridcut volt.
1956 decemberében férjhez ment James Keith Shelley-hez, aki a menedzsere lett. Ebben az időben vette fel a Baker művésznevet. Az énekesi karrier érdekében úgy döntöttek, hogy nem vállalnak gyermeket. 1982-ben visszavonult az operaszínpadtól az Orfeusz és Euridiké előadásával Londonban és Glyndebourne-ben. Ekkor adta ki Teljes kör (Full Circle) című könyvét, amely főleg utolsó színpadi éveiről szól. Egyéb énekesi fellépéseit fokozatosan csökkentette, majd 1989-ben teljesen felhagyott az énekléssel.

## Felvételei
Válogatás az AllMusic és a Discogs nyilvántartása alapján.
| Megjelenés | Tartalom                                                                       | Közreműködők | Kiadó           |
| ---------- | ------------------------------------------------------------------------------ | --- | --------------- |
| 1961       | Mendelssohn: A Midsummer Night's Dream                                         | Philharmonia Orchestra and Chorus, Otto Klemperer                                                                                           | Columbia        |
| 1963       | An Anthology of English Song                                                   | Martin Isepp | Saga            |
| 1967       | Bach: Cantatas No.82 & No.169                                                  | Bath Festival Orchestra, The Ambrosian Singers, Yehudi Menuhin                                                                              | EMI             |
| 1969       | Mahler: Symphony No. 5; Five Rückert Songs                                     | New Philharmonia Orchestra, John Barbirolli                                                                                                 | Warner          |
| 1971       | Franz Schubert: Ausgewählte Lieder                                             | Gerald Moore | EMI             |
| 1974       | Schönberg: Gurrelieder                                                         | Martina Arroyo, Alexander Young, Odd Wolstad, Niels Møller, Julius Patzak, Danish State Radio Symphony & Concert Orchestra, Ferencsik János | EMI             |
| 1977       | Walton: Troilus & Cressida                                                     | Richard Cassilly, Chorus and Orchestra of the Royal Opera House, Covent Garden, Lawrence Foster                                             | EMI             |
| 1979       | Händel: Ariodante                                                              | Edith Mathis, Norma Burrowes, James Bowman, David Rendall, Samuel Ramey, London Voices, English Chamber Orchestra, Raymond Leppard          | Philips         |
| 1983       | Mahler: Lieder Eines Fahrenden Gesellen, Kindertotenlieder, Five Rückert Songs | Hallé Orchestra, New Philharmonia Orchestra, John Barbirolli                                                                                | EMI             |
| 1987       | Janet Baker sings popular Schubert Songs                                       | Geoffrey Parsons | EMI             |
| 1990       | Britten: The Rape of Lucretia, Phaedra                                         | Peter Pears, Heather Harper, John Shirley-Quirk, English Chamber Orchestra, Stuart Bedford                                                  | London          |
| 1994       | Grandi Voci: Janet Baker                                                       | | Decca           |
| 1998       | Dame Janet Baker sings Berlioz, Mendelssohn, Brahms, Respighi                  | | Virgin          |
| 1999       | Händel: Rodelinda (1959-es felvétel)                                           | Joan Sutherland, Raymond Herincx, Margreta Elkins, Philomusica Orchestra & Chandos Choir, Charles Farncombe                                 | Opera D′Oro     |
| 2000       | Mendelssohn, Schumann, Liszt: Lieder                                           | Geoffrey Parsons, Daniel Barenboim | Angel Records   |
| 2007       | Fauré Requiem, Verdi: Four Sacred Pieces (1962-es felvétel)                    | Gérard Souzay, Philharmonia Orchestra & Chorus, Carlo Maria Giulini                                                                         | NNC             |
| 2020       | Janet Baker sings Mahler: Kindertotenlieder; Lieder eines fahrenden Gsellen    | Hallé Orchestra, John Barbirolli | Warner Classics |